# Ruská Voľa nad Popradom
Ruská Voľa nad Popradom es un municipio del distrito de Stará Ľubovňa en la región de Prešov, Eslovaquia, con una población estimada a final del año 2024 de 85 habitantes.
Se encuentra ubicado al noroeste de la región, cerca del río Poprad (cuenca hidrográfica del río Vístula) y de la frontera con  Polonia.

## Demografía
| Año        | 1994 | 2004     | 2014    | 2024     |
| ---------- | ---- | -------- | ------- | -------- |
| Población  | 128  | 108      | 102     | 85       |
| Diferencia |      | −15,62 % | −5,55 % | −16,66 % |

| Año        | 2023 | 2024    |
| ---------- | ---- | ------- |
| Población  | 80   | 85      |
| Diferencia |      | +6,25 % |